# Chalid ibn Abd al-Aziz Al Su’ud
Chalid ibn Abd al-Aziz Al Su’ud (ur. 13 lutego 1913 w Rijadzie, zm. 13 czerwca 1982 w At-Ta’if) – syn Abd al-Aziza ibn Su’uda, twórcy i pierwszego króla Arabii Saudyjskiej oraz księżniczki Dżauhary bint Musa’id al-Dżiluwi. Król Arabii Saudyjskiej od 1975 roku do swojej śmierci w 1982 roku.

## Życiorys
Był młodszym (i jedynym rodzonym) bratem Muhammada ibn Abd al-Aziz Al Su’uda, który zrzekł się pretensji do tronu w 1964 roku, umożliwiając wybór poprzednika Chalida, króla Fajsala. Fajsal ogłosił Chalida następcą tronu w 1965 roku.
Jego karierę dyplomatyczną rozpoczęło zażegnanie sporu o oazę al-Burajmi, gdzie zbiegały się granice Abu Zabi, Omanu i Arabii Saudyjskiej. Region ten przez wiele lat był terenem spornym, co przyczyniało się do konfliktów dyplomatycznych. Rozwiązanie tego problemu w kwietniu 1975 roku przyniosło Chalidowi uznanie.
Wprowadził drugi w historii Arabii Saudyjskiej plan pięcioletni, mający na celu poprawę saudyjskiej infrastruktury i służby zdrowia. W 1981 roku zainaugurował posiedzenia Rady Współpracy Zatoki Perskiej (ang. Gulf Cooperation Council, GCC). W 1982 roku sprowadził do kraju pierwsze sześćdziesiąt myśliwców F-15, zakupionych od USA. W celu przyspieszenia rozwoju państwa otworzył saudyjski rynek pracy dla cudzoziemców.
Uważany był za człowieka rozważnego, otwartego oraz religijnego. Już wkrótce po objęciu tronu, w 1976 roku, udał się do USA na operację serca. Tak jak wielu członków dynastii Saudów zmarł na atak serca. Jego imieniem nazwano port lotniczy w Rijadzie oraz Miasto Wojskowe Króla Chalida na północnym wschodzie kraju.